# 篠原あけみ
篠原 あけみ（しのはら あけみ、1963年3月26日 - ）は、日本の女性声優。兵庫県出身。アーツビジョン所属。

## 略歴
テアトル・エコー付属養成所、バオバブ学園（現：ビジュアル・スペース俳優養成所）（3期生）、ぷろだくしょんバオバブを経て、アーツビジョン所属。

## 人物
趣味・特技は古流泳法、ファンク、ジャズダンス、声楽。

## 出演

### テレビアニメ
1989年
- 青いブリンク（少年A）
- 天空戦記シュラト（クウヤの弟A）

1990年
- NG騎士ラムネ&40（小猿）
- 雲のように風のように
- ジャングルブック・少年モーグリ（村の子供）
- つる姫じゃ〜っ!（太郎）

1991年
- 太陽の勇者ファイバード（先生）
- ちいさなおばけアッチ・コッチ・ソッチ（ピシ、ひろし）

1992年
- あしたへフリーキック（チコ・パトラッチ）
- それいけ!アンパンマン（たけのこぼうや〈初代〉）
- ママは小学4年生（深沢龍一）

1993年
- クレヨンしんちゃん（1993年 - 2025年、子供、ヨシ彦、客、師辺利アン、母親B 他）
- 熱血最強ゴウザウラー（1993年 - 1994年、火山洋二、武者小路叉音泰〈ボン〉、佐藤明美〈ワン〉）
- 勇者特急マイトガイン（ファン）

1994年
- メタルファイター・MIKU（エメラルド）
- 勇者警察ジェイデッカー（バブルガムシスターズ）

1995年
- 怪盗セイント・テール（女の子、1年女子B）

1997年
- 超魔神英雄伝ワタル（化物）

1999年
- バーバパパ世界をまわる（バーバリブ）

2000年
- 週刊ストーリーランド（女）

2018年
- ドラえもん（テレビ朝日版第2期）（主婦）

### OVA
- ドラゴンナイト（1991年、女兵士）
- I・R・I・A ZEIRAM THE ANIMATION（1994年、子供B）
- BOUNTY DOG/月面のイブ（1994年、スチュワーデス[11]）
- MINKY MOMO IN 旅だちの駅（1994年、女の人）

### 劇場版アニメ
- ヘヴィ（1990年）

### ゲーム
- クリスタルリナール -逢魔の迷宮-（1994年、ラミュー）
- Braveknight 〜リーヴェラント英雄伝〜（2002年、ラシェーナ＝アーフォルグ）
- スーパーロボット大戦NEO（2009年、火山洋二、武者小路叉音泰）
- スーパーロボット大戦Operation Extend（2013年、火山洋二、武者小路叉音泰）

### ドラマCD
- 熱血最強ゴウザウラー SAURERS NOTE 3（火山洋二、武者小路叉音泰、佐藤明美）

### 吹き替え
- 超音速ヒーロー ザ・フラッシュ ※日本テレビ版
- バットマン
- ビッグ（フレディ）※ソフト版
- パワーレンジャー（キャメロン・バルクマイヤー）
- ロジャー・ラビット

### 舞台
- ザ・弥次喜多III 〜お気楽幽霊珍道中〜（『劇団岸野組』2000年11月）
- 森の石松外伝3〜悪い野郎は石松だ!?〜（『劇団岸野組』2007年11月3日 - 11日、本多劇場）
- ちょっとノゾいて見てごらん2008（『おっ、ぺれった』2008年10月11日 - 10月19日、新宿SPACE107）
- 見果てぬ夢（『劇団軌跡』2010年9月、TACCS 1179）
- おっぺけぺれった2011（『おっ、ぺれった』2011年2月5日 - 2月13日、新宿SPACE107）
- クロノス（『劇団軌跡』2012年6月、笹塚ファクトリー）
- カレッジ・オブ・ザ・ウィンド（『劇団軌跡』2014年6月、笹塚ファクトリー）